# Menella woodin
Menella woodin is een zachte koraalsoort uit de familie Plexauridae. De koraalsoort komt uit het geslacht Menella. Menella woodin werd in 1999 voor het eerst wetenschappelijk beschreven door Grasshoff. 